# Hombres Complicados
Hombres Complicados is een Vlaamse film uit 1997 in een regie van Dominique Deruddere en  naar een scenario van Deruddere en Marc Didden.
De film was genomineerd als beste film op het AFI Fest, het internationaal filmfestival van Emden, en voor een Joseph Plateauprijs Beste Film op het Internationaal Filmfestival van Vlaanderen-Gent. Daar was ook Deruddere genomineerd als beste regisseur, Josse De Pauw en Dirk Roofthooft als beste acteur en Hilde Van Mieghem als beste actrice voor hun bijdragen aan deze film. Dirk Roofthooft kon de nominatie ook verzilveren en de prijs in ontvangst nemen.

## Verhaal
Bruno Declercq is een brave huisvader actief als douanier en hopend op een bevordering. Zijn broer Roger Declercq, een zakenman, zit in ernstige financiële problemen. Wanneer hun moeder sterft, hoopt Roger dat haar erfenis hem erbovenop zal helpen, maar hij erft niet meer dan 50.000 Belgische frank. Broer Bruno wil met dit geld de begrafenis van hun moeder betalen, maar Roger gebruikt het geld liever om zijn schuldeisers af te schudden. Als oplossing voor zijn problemen moet hij nu proberen zijn broer Bruno te overtuigen, een aantal personen met een verdacht pakket ongestraft de douane te laten passeren. Hij nodigt Bruno hiervoor uit voor een weekendje in de Ardennen.

## Rolverdeling
| Acteur               | Personage            |
| -------------------- | -------------------- |
| Josse De Pauw        | Bruno Declerq        |
| Dirk Roofthooft      | Roger Declercq       |
| Hilde Van Mieghem    | Simonne              |
| Gene Bervoets        | Fred                 |
| François Beukelaers  | Monsieur Lucien      |
| Marie Bucquoy        | Stripteaseuse        |
| Otto Carpentier      | Erikje               |
| Harry Cleven         | Remo                 |
| Bruna Damini         | Cafébazin            |
| Damiaan De Schrijver | Vader Declercq       |
| Pieter De Wel        | Barman               |
| Danielle Detremmerie | Nina                 |
| Marc Didden          | Manager vakantiepark |
| Hugues Hausman       | Aldo                 |
| Ivo Kuyl             | Dokter               |
| Lies Pauwels         | Doriane              |
| Gert Portael         | Moeder Declerq       |
| Johanne Saunier      | Eva                  |
| Karin Schroeven      | Marilyn              |
| Jaco Van Dormael     | Operazanger in W.C.  |
| Geert Van Roelen     | Hotelreceptionist    |
| Anniek Vandercruysse | Sabine               |
| Elm Vandevorst       | Bruno 14 jaar oud    |
| Jasper Vervaecke     | Roger 12 jaar oud    |